# Stefan Botner
Stefan Oswaldowicz Botner (ros. Стефан Освальдович Ботнер, ur. 28 listopada 1890 w Stawiszynie, zm. 14 września 1937 w Moskwie) – wyższy oficer (w stopniu brigintiendanta) Armii Czerwonej polskiego pochodzenia, redaktor czasopisma „Wojennaja Mysl”.

## Pochodzenie
Urodzony w Stawiszynie w guberni kaliskiej ówczesnego Królestwa Kongresowego. Pochodził z polskiej rodziny. Jego ojcem był Oswald Botner (ur. 1844), przedstawiciel kaliskiej społeczności ewangelickiej, nauczyciel jednej z kaliskich szkół, który w początkach XX wieku został sędzią gminnym i prezesem ochotniczej straży pożarnej w Stawiszynie. Krewnym (bratem?) Stefana był Teodor Botner (1888–1942), pedagog, działacz społeczny, absolwent Gimnazjum Klasycznego w Kaliszu, w latach 1922–1931 nauczyciel matematyki i fizyki w tej szkole, a następnie dyrektor gimnazjum w Pabianicach (obecnie I LO im. Jędrzeja Śniadeckiego).

## Przed I wojną światową
Stefan Botner ukończył Gimnazjum Klasyczne w Kaliszu (obecnie I LO im. Adama Asnyka w Kaliszu), następnie podjął studia filologiczne na uniwersytecie w Warszawie, które po wybuchu I wojny światowej ukończył w 1915 na Uniwersytecie Moskiewskim.

## Służba wojskowa w carskiej armii
W 1916 został powołany do rosyjskiej armii, ukończył szkołę chorążych w Orianienbaumie, nie biorąc udziału w walkach. Służbę w carskiej armii zakończył w stopniu chorążego lub podporucznika 200 zapasowego pułku piechoty, potem został zdemobilizowany.

## Służba w Armii Czerwonej
Po rewolucji październikowej, w maju 1918 wstąpił dobrowolnie do Armii Czerwonej, w pierwszych latach służby zajmował stanowiska m.in. dowódcy batalionu 395 pułku 44 Dywizji Strzeleckiej, walcząc z białymi podczas rosyjskiej wojny domowej. Po wojnie był m.in. dowódcą 390 pułku. Od 1922 do 1924 (1925?) był słuchaczem czerwonoarmijnej Akademii Wojskowej, po jej ukończeniu piastował kierownicze stanowiska w aparacie administracyjnym Sztabu Armii Czerwonej. Botner został też członkiem partii bolszewickiej.

## Gospłan i „Wojennaja Mysl”
W 1928 został przeniesiony do rezerwy wojskowej, następnie powołany na stanowisko szefa sektora ochrony Gospłanu (Państwowego Komitetu Planowania ZSRR}. W lutym 1936, nadal będąc formalnie pracownikiem Gospłanu, ponownie został powołany do Armii Czerwonej, otrzymując w kwietniu tego roku najwyższy w swej wojskowej karierze stopień brigintiendanta, by już rok później zostać odwołanym z Gospłanu za „polityczną ślepotę i odmowę oczyszczenia sektora obronnego z wrogiego elementu”.
Po zwolnieniu został przeniesiony do redakcji czasopisma „Wojennaja Mysl”.

## Aresztowanie i śmierć
Stefan Botner nie utrzymał się długo na stanowisku redaktora wojskowego czasopisma, bowiem w 1937 sowiecka policja polityczna NKWD, na rozkaz Józefa Stalina, rozpoczęła tzw. operację polską, podczas której aresztowano prawie wszystkich wyższych oficerów Armii Czerwonej narodowości polskiej.
W czasie „wielkiej czystki” 16 czerwca 1937 został aresztowany przez NKWD. Wspólnie z innymi oficerami polskiego pochodzenia: Romualdem Muklewiczem (do 1936 zastępca ludowego komisarza przemysłu ciężkiego), komkorem Romanem Łągwą, komdiwem Władysławem Kochańskim oraz Stefanem Żbikowskim, został uznany za najaktywniejszego członka organizacji spiskowej, grupującej rzekomo byłych członków Polskiej Organizacji Wojskowej. Na mocy wyroku Kolegium Wojskowego Sądu Najwyższego ZSRR z 14 września 1937 został skazany na karę śmierci. Wyrok wykonano tego samego dnia. Ciało skremowano w krematorium na Cmentarzu Dońskim w Moskwie, prochy pochowano anonimowo.
W okresie tzw. odwilży po śmierci Stalina został pośmiertnie zrehabilitowany 20 października 1956 postanowieniem Kolegium Wojskowego SN ZSRR.